# Veronica Vera Bakotic
1. REDIRECCIÓN Usuario:Nika Bako/Taller/Veronica Vera Bakotic